# Маунтджой, Дуг
Дуг Маунтджой (англ. Doug Mountjoy) (8 июня 1942 года — 14 февраля 2021 года) — бывший валлийский профессиональный игрок в снукер. Финалист чемпионата мира 1981 года, победитель Мастерс 1977 и чемпионата Великобритании 1978 и 1988 годов.

## Карьера
Как и его именитый соотечественник — Рэй Риардон, Дуг Маунтджой начал свою трудовую жизнь на одной из угольных шахт Уэльса. Но профессионалом Дуг стал в 34 года, что довольно поздно для снукеристов. Ему удалось достичь такого статуса после блестящей победы на любительском чемпионате мира на Мальте, когда он в финале разгромил местного игрока Пола Мифсуда со счётом 11:1. В свой первый профессиональный сезон Маунтджой также заставил обратить на себя внимание специалистов, когда сенсационно выиграл турнир Мастерс. А в конце того же сезона Дуг мог завоевать ещё один крупный трофей, однако проиграл ирландцу Пэтси Фэйгану в финале чемпионата Великобритании. Его игра продолжала совершенствоваться, что привело к первой действительно крупной победе — на всё том же чемпионате Великобритании 1978 года валлиец в финале обыграл Дэвида Тейлора, 15:9. Далее последовала целая серия выигрышей — в одном только сезоне 1978/79 Дуг, помимо победы на первенстве Великобритании, стал обладателем трофея Irish Masters и популярного в те времена турнира Pot Black Cup. Кроме того, Маунтджой был полноправным членом сборной Уэльса, завоевавшей в том году Кубок мира.
Наилучшим достижением Дуга можно считать его выход в финал чемпионата мира 1981 года. Валлиец как никогда был близок к завоеванию главного трофея в мире снукера, но проиграл в финальном матче со счётом 12:18 молодому Стиву Дэвису.
За десять лет после победы на первом и пока единственном рейтинговом турнире Дуг Маунтджой выиграл множество престижных, но нерейтинговых соревнований. Несмотря на то, что в 1987 году он в четвёртый раз стал победителем национального первенства, шансы 45-летнего Дуга на выигрыш рейтингового турнира выглядели минимальными. Но незадолго до начала чемпионата Великобритании 1988 года валлиец обратился за помощью к известному тренеру — Фрэнку Каллану, бывшему торговцу рыбой из Флитвуда. Каллану удалось преобразить игру ветерана снукера, и на первенстве Соединённого Королевства Дуг сумел сломить сопротивление таких игроков, как Нил Фудс, Джо Джонсон, Джон Вирго и Терри Гриффитс. В решающем матче ему противостоял Стивен Хендри. Мало кто верил в победу валлийца над восходящей звездой снукера Хендри, однако после первого игрового дня Дуг захватил лидерство — 8:6. Сохраняя хладнокровие и надежду на положительный исход, он выиграл шесть следующих фреймов, и, после второй сессии, счёт уже выглядел разгромным — 14:7. На завершающей стадии матча Стивен вынудил немного понервничать Маунтджоя, но итоговый счёт был в пользу ветерана — 16:12, и таким образом он стал одним из самых старых победителей профессионального турнира.
Затем валлиец продолжил свою беспроигрышную серию на Mercantile Credit Classic 1989, обыграв в финале Уэйна Джонса, 13:11, и только другой ветеран, Клифф Торбурн, сумел остановить неутомимого Дуга на следующем соревновании — European Open. Почувствовав вкус побед, Дуг Маунтджой в пятый раз в карьере победил на чемпионате Уэльса. Благодаря этим успехам валлиец достиг того, чего не мог достичь на протяжении всей своей предыдущей карьеры — попал в пятёрку сильнейших снукеристов в мировом рейтинге. В последний раз Маунтджой преодолел первый круг чемпионата мира в 1993 году. После этого начался его постепенный откат в рейтинге, а результаты в последние сезоны оставляли желать лучшего. Профессиональная карьера Дуга Маунтджоя подошла к концу в 1997 году, однако он продолжал жить снукером, давая уроки мастерства на Ближнем Востоке. Единственной помехой для великолепного снукериста теперь являлась тяжёлая болезнь — рак, с которой он сражался последние несколько лет.
Скончался 14 февраля 2021 года

## Достижения в карьере

### Рейтинговые турниры
- Чемпионат Великобритании победитель — 1988
- Mercantile Credit Classic чемпион — 1989

### Нерейтинговые турниры
- Чемпионат Великобритании победитель — 1978
- Мастерс чемпион — 1977
- Pot Black Cup чемпион — 1978, 1985
- Irish Masters чемпион — 1979
- Pontins Professional чемпион — 1979, 1983
- Кубок мира победитель (в составе валлийской команды) — 1979—1980
- Welsh Professional Championship победитель — 1980, 1982, 1984, 1987, 1989
- Hong Kong Masters (пригласительный турнир) чемпион — 1983